# Лангольеры
«Ланголье́ры» (англ. The Langoliers) — повесть американского писателя Стивена Кинга, написанная в жанрах психологического ужаса и фантастики, впервые опубликованная в 1990 году в сборнике «Четыре после полуночи». Согласно основной сюжетной линии, 11 человек во время полёта на авиалайнере Boeing 767 просыпаются и понимают, что все остальные пассажиры, а также пилоты и бортпроводники, исчезли, а лайнер летит на автопилоте. Группе выживших нужно не только разобраться в происходящем, но и спастись от лангольеров — кошмарных зубастых существ, пожирающих время. Произведение развилось от центрального образа — женщины, закрывающей рукой трещину в пассажирском авиалайнере.
«Лангольеры» были номинированы на премию Брэма Стокера. Литературные критики восприняли повесть неоднозначно: некоторым из них понравилась идея путешествий во времени, показанная с такой перспективы, с которой её не рассматривал ни один англо-американский писатель-фантаст; другие считали, что основная идея не новая, а персонажи и некоторые сюжетные повороты чересчур типичны для писателя. Повесть была экранизирована Томом Холландом в 1995 году в формате мини-сериала; по обыкновению, писатель сыграл небольшую роль в киноленте. Сериал имел высокие рейтинги, но критикой также был встречен неоднозначно.

## Сюжет
43-летний пилот авиакомпании «Американская гордость» Брайан Энгл после выполнения тяжёлого рейса №7 из Токио в Лос-Анджелес на самолёте L-1011 (едва не закончившегося катастрофой из-за декомпрессии), узнаёт, что его бывшая жена Энн погибла в Бостоне в результате несчастного случая. Энгл летит пассажиром на самолёте Boeing 767 той же авиакомпании рейсом №29; от стюардессы Мелани Тревор он узнаёт о необычном явлении — над пустыней Мохаве, где проходит их рейс, на высоте 36 000 футов (11 000 метров) замечено северное сияние, появление которого в средних и южных широтах — исключительно редкое явление. Брайан, не выспавшийся из-за предыдущего рейса, засыпает во время взлёта. Через 3 часа после взлёта слепая девочка Дайна Беллман, обладающая паранормальными способностями, которая тоже заснула во время взлёта, просыпается и обнаруживает, что её тётя исчезла, как и все пассажиры в соседних креслах. Случайно Дайна находит на одном из кресел парик и, приняв его за скальп, кричит, чем будит Брайана и остальных. На борту обнаруживается ещё 9 человек — молодая учительница Лорел Стивенсон, дипломат-англичанин Николас (Ник) Хоупвелл, писатель Роберт (Боб) Дженкинс, молодой скрипач Альберт («Туз») Косснер, девушка Бетани Симмс, бизнесмен Рудольф (Руди) Уэрвик, механик Дональд (Дон) Гаффни, банковский управленец Крейг Туми и некий сильно пьяный пассажир, так и не проснувшийся.
Все остальные пассажиры и весь экипаж таинственно исчезли. Выясняется, что оставшиеся 11 человек так или иначе заснули в момент взлёта или ещё до него. Между тем на креслах исчезнувших пассажиров обнаружены их личные вещи и даже те, что были в их организмах — хирургические штифты, кардиостимуляторы и зубные пломбы. Энгл и Хоупвелл проникают в кабину экипажа и обнаруживают, что пилоты тоже исчезли, а самолёт летит на автопилоте. Брайан принимает управление самолётом и пытается выйти на связь, однако эфир совершенно чист, а когда по времени они должны были пролетать над Денвером, то видят внизу лишь тёмную равнину. Брайан не летит в Бостон, а сажает самолёт в Бангоре (в местном аэропорту, который гораздо безопаснее для посадки); это вызывает яростный, но бесполезный протест Крейга Туми, который летит в Бостон на важную бизнес-конференцию, решающую его судьбу. Аэропорт Бангор совершенно безлюден, часы остановились, электричество отсутствует, всё кажется безжизненным, все продукты и напитки потеряли свои вкусовые качества, а авиатопливо не горит, что исключает возможность полёта в какое-либо другое место. Дайна Беллман чувствует неясный приближающийся шум, несущий некую угрозу. Туми, который является тайным психопатом, воспринимает случившееся как заговор против себя, находит револьвер и захватывает в заложницы Бетани, но пассажиры обезоруживают его и связывают; револьвер также оказывается бесполезным — силы пороховых газов едва хватило, чтобы вытолкнуть пулю из ствола. Дженкинс путём своих умозаключений приходит к выводу, что они попали в прошлое, пролетев сквозь дыру во времени, которая находилась над пустыней Мохаве и выглядела как северное сияние. 
Дайна сообщает, что снова слышит некий угрожающий звук и на этот раз значительно ближе. Туми считает, что звук издают приближающиеся лангольеры, которые (по рассказам его деспотичного отца) охотятся за нерадивыми и нецелеустремлёнными мальчиками и пожирают их; Туми рассказывает о лангольерах Дайне и Лорел. Альберта осеняет идея, что внутри их самолёта всё ещё течёт нормальное время, и он, Энгл, Дженкинс и Хоупвелл (оказавшийся не дипломатом, а сотрудником английской спецслужбы), заносят в самолёт еду из аэропорта, которая в самолёте приобретает нормальные вкусовые свойства; это означает, что авиатопливо, закачанное в самолёт, также станет нормальным. Они перекачивают авиатопливо в их самолёт из стоящего в аэропорту Boeing 727 авиакомпании Delta Air Lines, Энглу удаётся запустить двигатели. Тем временем Туми освобождается от пут и тяжело ранит Дайну, считая её главным лангольером. Дайна просит остальных не убивать Туми, потому как предчувствует, что он может им пригодиться. Косснер и Гаффни ищут носилки для Дайны; в итоге Туми убивает Гаффни, но не растерявшийся Альберт оглушает и сильно калечит Туми тремя ударами завёрнутого в скатерть тостера. Николас и Альберт относят Дайну в самолёт, бросив бесчувственного Туми в аэропорту. Тем временем Дайна, пользуясь своим необычайным даром, телепатически убеждает Туми выйти из здания аэропорта на лётное поле. Вскоре появляется множество лангольеров — небольших летающих зубастых шариков, которые буквально пожирают реальность. Туми отвлекает их от самолёта и они съедают его, давая таким образом Энглу время для взлёта.
Энгл разворачивает самолёт обратно в Лос-Анджелес, во время полёта Дайна умирает. Самолёт вскоре подлетает к временной дыре. Дженкинс внезапно понимает, что при прохождении дыры все должны спать, иначе они также исчезнут, как и другие пассажиры. Альберту приходит на ум идея понизить давление в салоне самолёта, из-за чего все потеряют сознание, но кто-то один должен пожертвовать собой, чтобы снова добавить давление и провести самолёт через дыру. Добровольцем вызывается Николас Хоупвелл, чтобы искупить вину за застреленных им по ошибке троих ирландских детей; он просит Лорел съездить к его отцу и попросить за него прощения. Хоупвелл проводит самолёт сквозь дыру времени и исчезает. Очнувшийся Брайан сажает самолёт в аэропорту Лос-Анджелеса, но их вновь встречает пустынный аэропорт, где вновь нет ни звуков, ни людей; но вскоре пассажиры догадываются, что попали в недалёкое будущее. По прошествии 5 минут их догоняет настоящее, они буквально возникают из ниоткуда в оживлённом и переполненном людьми аэропорту и радостно устремляются к выходу.

## Написание

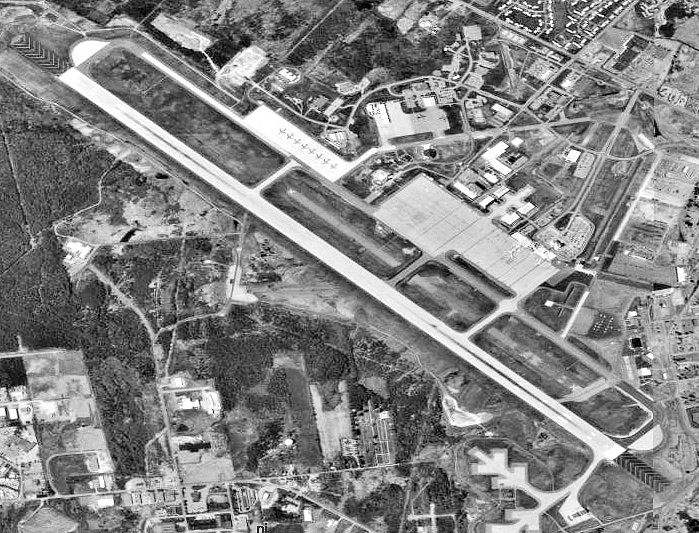
Одно из основных мест действия книги — аэропорт города Бангор. Там же была снята экранизация

Стивен Кинг в предисловии к повести упоминал, что истории приходят к нему в разное время и в неожиданных местах. В голове писатель держит особый «файл», в котором хранятся наиболее интересные идеи. Неудачные со временем разрушаются, с хорошими же сюжетами такого не происходит: «Время от времени я заглядываю в этот файл, чтобы поискать что-нибудь заслуживающее внимание, и почти всегда откапываю несколько неплохих сюжетцев с чётко прослеживаемым центральным образом». В случае с «Лангольерами» этим образом у Кинга была женщина, закрывающая рукой трещину в пассажирском авиалайнере. Писатель не хотел развивать этот сюжет, поскольку ничего не смыслил в гражданской авиации. Однако мысль не выходила из головы, автор начал ощущать запах духов девушки — «L’Envoi», видел её зеленые глаза и слышал прерывистое дыхание испуганного человека. Однажды ночью Кинг понял, что эта женщина — призрак.
Помнится, я сел, перекинул ноги на пол и включил свет. Какое-то время посидел, не думая ни о чём… по крайней мере сознательно. А вот в подсознании парень, который в действительности делает за меня всю работу, уже трудился, очищая рабочее место и готовясь запустить все свои машины. На следующий день я (или он) начал писать эту повесть…
На написание повести у писателя ушёл 1 месяц. По его собственным признаниям, «Лангольеры» дались гораздо легче, чем другие работы сборника «Четыре после полуночи». Чувство обречённости роднило эту повесть с «Туманом». Кинг давал каждой главе старомодные подзаголовки. Много времени ушло на подготовку книги. Кинг посетил кабину пилотов, его консультировали трое представителей этой профессии — Майкл Руссо, Франклин Соарс и Дуглас Деймон; во время полёта один из пилотов предлагал снизить уровень кислорода, на что Кинг согласился, но выполнять задуманное они так и не стали. Стивен считал, что если в произведении и были фактологические ошибки, то винить в них следует только его самого. Впрочем автор сознательно допустил некоторые вольности в описании конструкции самолёта. Повесть была закончена автором в отличном настроении, что было для него редкостью («Вот теперь всё. Прошу на борт. Полетаем в недружественных небесах»).
Сборник «Четыре после полуночи», в который вошла повесть, был опубликован в сентябре 1990 года. Тираж первого издания составил 1 500 000 экземпляров. Аудиокнига, озвученная Уиллемом Дефо, была выпущена «Penguin/HighBridge Audio» на 6 кассетах в том же году. Продолжительность начитки составила 8 часов 41 минуту. На CD-дисках повесть была издана «Penguin Audiobooks» в 2008.
Роберт Дженкинс в повести говорит: «Нам открылась неприятная реальность путешествий во времени. Мы не можем попасть в книгохранилище техасской государственной школы и предотвратить убийство Кеннеди». Кинг впоследствии развил эту идею в романе «11/22/63». Тему необходимости сна для пространственного перемещения писатель также затрагивает в рассказе «Долгий джонт».
Скрипка Альберта Косснера под названием «Гретч», возможно, является отсылкой к гитаре музыканта Рода Стюарта, на которой он сыграл для сингла «Bring It On Home to Me».
На русский язык произведение переводили С. Харитонов, Д. Згерский, Е. Харитонова и В. Вебер, на немецкий — Йоахим Корбер.
Считается, что повесть повлияла на создание американского телесериала «Остаться в живых».

## Критика

«Показалось, что лица мелькнули в нижней части несущихся шаров, чудовищные и чуждые лица. Они трепетали и искажались в гримасах: крохотные рудиментарные глазки и огромные пасти — полукруги, усеянные жадными подвижными зубами» — «Лангольеры», глава 8

Произведение было номинировано на премию Брэма Стокера. Журналист Вадим Эрлихман считал повесть наиболее динамичной из всего сборника; в произведении пассажиры самолёта попадают в петлю времени и образуют коллектив с чётким распределением ролей. Как наиболее запоминающейся повесть охарактеризовал обозреватель «The Guardian» Джеймс Смит; сюжет был назван отличной идеей, прекрасно исполненной и ужасающей. Повествование затрагивает сразу несколько фобий — страх полёта, одиночества и боязнь существ с огромными зубами. На другом уровне восприятия ощущаются страх от потери времени и контроля, которые выступают чуть ли не первичными антагонистами всей истории. Стивен Спигнесси писал, что произведение даёт ответ, куда же девается вчерашний день. Он называл «Лангольеров» самой захватывающей и самой страшной повестью писателя, в которой удачно переплелись психологический ужас и фантастика. По настоящему понравилось литературоведу идея существ, пожирающих прошлое. По мнению обозревателя «Entertainment Weekly» Кеннета Такера, вместо того, чтобы развивать какой-либо один элемент сюжета, Кинг распыляется на множество вещей, в надежде, что что-нибудь «зацепит» читателя. Впрочем, его «вульгарная чрезмерность является частью очарования».
Критик еженедельника «The New Yorker» Джошуа Роутмен считал, что «Лангольеры» написаны в классическом для писателя формате. Научно-фантастические допущения переплетаются со сценами из фильмов-ужасов — монстрами и маньяком. Разрозненность элементов повести, несовместимость традиций жанров не влияют на увлекательность произведения. Кинг демонстрирует видение того, что жанровые идеи имеют общие корни. Майкл Р. Коллинз считал произведение типичной историей о четвёртом измерении, после прочтения которой лангольеры надолго остаются в сознании читателя. По мнению сотрудника «The New York Times» Энди Соломона, в «Лангольерах» Кинг перефразирует завязку «Противостояния», когда прыжком во времени устраняет всё человечество кроме нескольких выживших; это мнение поддержали Шэрон Рассел и Роберт Уайнберг. Среди героев нет того, кто мог бы полагаться на здравый смысл ровно до того момента, пока все чудесным образом не начинают понимать как предотвратить катастрофу. Грейди Хендрикс причислял повесть к числу лучших и худших произведений писателя одновременно. Изобилующие яркими образами, «Лангольеры» чересчур напоминают серию «Сумеречной зоны» — «Одиссея рейса 33» — и грешат самоповторами. Среди них — люди в стрессовой ситуации («Туман», «Противостояние», «Сияние»), подростки с психологическим отклонениями («Кэрри», «Воспламеняющая взглядом»), находчивые парни («Жребий», «Тело»), а сами лангольеры напоминают томминокерскую версию «Пакмана». Подобное сходство отмечали и другие авторы.
Обозреватель журнала «Мир фантастики» Роман Арбитман заметил, что Кинг в повествовании использует несколько своих стандартных привычек. Среди них — место действия — Бангор (штат Мэн), часто встречающийся в его произведениях. К стереотипным героям относится и слепая Дайна Беллман, обладающая ментальным зрением, которая напоминает Чарли Макги из «Воспламеняющей взглядом», Тришу Макфарленд из «Девочки, которая любила Тома Гордона», обладающую телекинезом Кэрри Уайт и сияющую Абру Стоун из романа «Доктор Сон». В центре их схожести — внешняя уязвимость и внутренняя сила. Вчерашний день в повести сравнивался с пустым коконом, в котором не горят спички, а пиво не пенится. Такая вариация прошлого не похожа на всю англо-американскую фантастику. «Кусочки реальности должны быть с хрустом перемолоты миллионами зубастых тварей — лангольерами». По мнению обозревателя, столь свежая идея обошла эффект бабочки Рэя Брэдбери из рассказа «И грянул гром». Марк Браунинг считал, что тот факт, что все герои называют монстров лангольерами, подхватив субъективное видение Крейга Туми, является слабым местом произведения. Этот недостаток особенно заметен на фоне повести «Секретное окно, секретный сад».
Крейг Туми в повести предстаёт как белый воротничок, чья компульсивная привычка состоит в том, чтобы рвать бумагу на полоски во время психотического отключения. Туми — не читатель и не писатель. В антидемократической и самоориентированной идеологии 1980-х годов он является воплощением критиков. Его идеология состоит из курса действий, линейного движения вперёд, от детства — к смерти, от которого он не в состоянии отклониться. В некоторых чертах этого героя Джон Сирс видел безумие капитализма. В его голове существует некий фантастический мир, в котором он непременно должен попасть на решающую встречу в Бостоне. Его сумасшествие отвергает нелогичность мира лангольеров, что делает его незаменимым для группы, как бы парадоксально это ни звучало. Как объяснял его отец, лангольеры существуют, чтобы «набрасываться на ленивых, расхлябанных детей». По сути, Туми являет собой повзрослевшую и несимпатичную версию Кэрри Уайт.

## Экранизация
Повесть была экранизирована Томом Холландом, который выступил в фильме в качестве режиссёра и сценариста. Премьера состоялась 14-15 мая 1995 года на телеканале «ABC». Роль Брайана Энгла исполнил Дэвид Морс, Лорел Стивенсон — Патриша Уэттиг, Крейга Туми — Бронсон Пинчот; Дэвид Морс впоследствии снялся в двух других экранизациях Кинга — «Зелёная миля» и «Сердца в Атлантиде». Томаса Холби — председателя Совета, одну из галлюцинаций Крейга, сыграл сам Стивен Кинг. Холланд считал повесть ужасающей, а также отмечал, что на качественные спецэффекты не хватило денег.
Рейтинг сериала на агрегаторе Rotten Tomatoes составил 50 % из 100 возможных. Первый эпизод собрал у экранов 17,5 млн зрителей, второй — 19,5 млн.
Холланд крайне бережно перенёс события повести на экран. Трёхчасовой формат телефильма позволил воплотить «Лангольеров» практически без сокращений. Тревожная атмосфера фильма создаётся «буквально из воздуха». К немногочисленным недостаткам телефильма обозреватели причисляли примитивные спецэффекты, за что фильм получил 20-е место в рейтинге худших спецэффектов в истории кино от журнала «Complex», а также стилизованную игру актёров в духе сериалов 1960-1970-х годов. В России фильм был показан по телеканалу «ОРТ» под названием «Затерянные во времени».